# Gustav Strahl
Gustav Strahl (* 16. Februar 1906 in Reppist; † 16. Januar 1977) war ein deutscher Kommunalpolitiker (Sozialistische Einheitspartei Deutschlands). Er war von 1950 bis 1962 Bürgermeister der Stadt Wernigerode.

## Leben
Gustav Strahl stammte aus dem preußischen Kreis Calau. Sein Geburtsort ist Reppist, ein heute aufgrund des Braunkohlenabbaus nordöstlich von Senftenberg fast vollständig aufgegebener Ort. Hier wurde er 1906 als Sohn von Gustav Strahl († 1920) und dessen Ehefrau Ida geb. Moritz geboren. Er war das siebte von acht Kindern seiner Eltern.
In der Hauptstadt der preußischen Provinz Sachsen, in Magdeburg, besuchte Gustav Strahl die Volksschule, wo er auch den Ersten Weltkrieg erlebte. Im Alter von 12 Jahren trat er bereits dem Arbeiterturnerbund (ATB) bei, aus dem im Jahre 1919 der Arbeiter-Turn- und Sportbund (ATSB), der Sportverband der Arbeiterbewegung im Deutschen Reich, hervorging. Im ATSB war Gustav Strahl zunächst als Jugendleiter, später als Schwimm- und Bademeister tätig.
Eine Lehre als Dreher beendete Gustav Strahl 1924. Nachdem Gustav Strahl im darauffolgenden Jahr seinen Arbeitsplatz als Dreher in der R. Wolf AG in Magdeburg verloren hatte, ging er kurzzeitig als Dreher nach Berlin, wo er Arbeit fand und dem Deutschen Metallarbeiter-Verband (DMV) beitrat, der im Mai 1933 aufgelöst wurde.
Nach Magdeburg zurückgekehrt, arbeitete er bis 1945 als Dreher in verschiedenen Firmen und Betrieben. In seiner Freizeit war er mehrere Jahre als Schwimmmeister im Strandbad in Biederitz am Biederitzer See tätig.
Politisch engagierte sich Gustav Strahl ab 1929 in der SPD, der er als Mitglied beigetreten war und bis zu deren Verbot durch die Nationalsozialisten 1933 angehörte. 1945 ließ er seine Parteimitgliedschaft in der SPD wiederaufleben und wurde dadurch 1946 automatisch SED-Mitglied.
Beruflich war er 1945/46 für eine Sozialversicherungskasse tätig, bevor er 1946 für die SED zum Bürgermeister der Gemeinde Düsedau gewählt wurde. Diese Funktion legte er 1947 nieder, um als Amtsleiter der Polizei der Länder (später Deutsche Volkspolizei) in Sachsen-Anhalt beizutreten. Hier wurde er in der Stadt Osterburg tätig und erreichte den Dienstgrad eines Majors.
1950 wurde Gustav Strahl Amtsnachfolger von Max Otto (SED) als Erster Bürgermeister der Stadt Wernigerode. Auf Anraten der behandelnden Ärzte stellte er 1962 den Antrag auf Abberufung von der Funktion als Bürgermeister. Die einstimmige Wahl seines Nachfolgers, Martin Kilian (SED), auf der Einheitsliste der Nationalen Front fand am 24. Oktober 1962 in der Stadtverordnetenversammlung statt.
Zum Jahresbeginn 1963 wurde Gustav Strahl Leiter des Referats Kommunale Wirtschaft beim Rat des Kreises Wernigerode und übernahm zum 1. Dezember 1967 die Leitung des Harzmuseums in Wernigerode. Im 69. Lebensjahr ging Gustav Strahl am 15. Januar 1975 in Rente und starb zwei Jahre später.